# Le inchieste del commissario Maigret
Le inchieste del commissario Maigret je italský televizní seriál, který natočil Mario Landi podle románů a povídek Georgese Simenona, jehož hlavním hrdinou je komisař Maigret. Seriál byl rozdělen do čtyř sezón a měl celkem třicet pět epizod. Premiérově byl vysílán na Rai Uno od 27. prosince 1964 do 17. září 1972.

## Obsazení
| Gino Cervi       | komisař Maigret         |
| Andreina Pagnani | paní Maigretová         |
| Mario Maranzana  | inspektor Lucas         |
| Manlio Busoni    | inspektor Torrence      |
| Daniele Tedeschi | inspektor Janvier       |
| Gianni Musy      | inspektor LaPointe      |
| Oreste Lionello  | doktor Moers            |
| Franco Volpi     | soudce Coméliau         |
| Edoardo Toniolo  | policejní ředitel       |
| Rino Genovese    | soudní zřízenec Leopold |

## Seznam epizod
První sezóna
- Un'ombra su Maigret podle románu Cécile est morte, vysíláno ve třech epizodách 27. prosince 1964 a 1. a 3. ledna 1965
- L'affare Picpus podle románu Signé Picpus, vysíláno ve třech epizodách 10., 15. a 17. ledna 1965
- Un Natale di Maigret podle románu Un Noël de Maigret, vysíláno 10. ledna 1965
- Una vita in gioco podle románu La tête d'un homme, vysíláno ve třech epizodách 7., 12. a 14. února 1965

Druhá sezóna
- Non si uccidono i poveri diavoli podle románu On ne tue pas les pauvres types, vysíláno ve dvou epizodách 20. a 27. února 1966
- L'ombra cinese podle románu L'Ombre chinoise, vysíláno ve čtyřech epizodách 6., 13., 20. a 27. března 1966
- La vecchia signora di Bayeux podle povídky La Vieille Dame de Bayeux, vysíláno 3. dubna 1966
- L'innamorato della signora Maigret, podle povídky L'Amoureux de Madame Maigret, vysíláno 17. dubna 1966

Třetí sezóna
- Maigret e i diamanti, podle románu La Patience de Maigret, vysíláno ve třech epizodách 19. a 26. května a 2. června 1968
- Il cadavere scomparso, podle povídky Le Témoignage de l'enfant de chœur, vysíláno 7. července 1968
- Maigret e l'ispettore sfortunato podle povídky Maigret et l'Inspecteur malgracieux, vysíláno 9. července 1968
- La chiusa podle románu L'Écluse numéro 1, vysíláno ve třech epizodách 14., 21. 28. července 1968
- Maigret sotto inchiesta podle románu Maigret se défend, vysíláno ve třech epizodách 4., 11. a 18. srpna 1968

Čtvrtá sezóna
- Il pazzo di Bergerac podle románu Le Fou de Bergerac, vysíláno ve dvou epizodách 2. a 3. září 1972
- Il ladro solitario podle románu Maigret et le Voleur paresseux, vysíláno ve dvou epizodách 9. a 10. září 1972
- Maigret in pensione podle románu Maigret, vysíláno ve dvou epizodách 16. a 17. září 1972